# Harry Revier
Harry Jack Revier (Filadelfia, 16 marzo 1889 – Winter Park, 13 agosto 1957) è stato un regista, sceneggiatore e produttore cinematografico statunitense.

## Biografia
Regista specializzato in serial e film d'exploitation, diresse una trentina di pellicole a basso costo. Aveva cominciato la sua carriera come operatore in Italia. Tornato negli Stati Uniti nel 1918, diventò regista e fondò la Revier Motion Picture Co, una propria compagnia di produzione che distribuiva i suoi film attraverso la Motion Picture Distributing and Sales Company.
Fu il primo marito dell'attrice Dorothy Revier, da cui divorziò nel 1926.

## Filmografia

### Regista
- The Imp Abroad - cortometraggio (1914)
- The Weakness of Strength (1916)
- Lust of the Ages
- The Grain of Dust (1918)
- A Romance of the Air
- What Shall We Do with Him?
- The Challenge of Chance
- The Son of Tarzan, co-regia di Arthur J. Flaven - serial (1920)
- The Revenge of Tarzan, co-regia di George M. Merrick - serial (1920)
- The Heart of the North
- Life's Greatest Question
- The Broadway Madonna (1922)
- Dangerous Pleasure
- The Silk Bouquet
- What Price Love? (1927)
- The Thrill Seekers
- The Slaver
- The Mysterious Airman
- The Gay Caballero - cortometraggio (1929)
- Hawaiian Romance
- Convict's Code (1930)
- Bill's Legacy
- When Lightning Strikes
- La città perduta (The Lost City) (1935) - serial in 12 episodi
- La città perduta (The Lost City) (1935) - adattamento cinematografico del serial
- Lash of the Penitentes, co-regia di Roland Price (1936)
- Child Bride
- City of Lost Men

### Sceneggiatore
- Life's Greatest Question
- The Mysterious Airman
- The Lone Wolf's Daughter, regia di Albert S. Rogell (1929)
- Child Bride
- Planet Outlaws, regia di Ford Beebe e Saul A. Goodkind (1953)

### Produttore
- The Imp Abroad, regia di Harry Revier (1914)
- The Grain of Dust, regia di Harry Revier (1918)
- Lash of the Penitentes, regia di Roland Price, Harry Revier (1936)

### Montatore
- The Son of Tarzan, regia di Arthur J. Flaven, Harry Revier (1920)